# ノボリリュウタケ科
ノボリリュウタケ科（もしくはノボリリュウ科）は子嚢菌門チャワンタケ目に属するキノコの一群である。代表的な属はノボリリュウ属（Helvella）で、西欧では妖精の鞍（"elfin saddles"）と呼ばれている。

## 歴史
ノボリリュウタケ科は1823年、菌類学者のエリーアス・フリースによって "Elvellacai" として設立された。当初はシャグマアミガサタケ属（Gyromitra）・フクロシトネタケ属（Discina）・ツチクラゲ属（Rhizina）・テンガイカブリ属（Verpa）などの多くの属が包含されていたが、リボソームDNAの塩基配列に基づいた分子系統解析により、これらの属は系統的に離れたものであることが示された。それに伴いノボリリュウタケ科のコアクレードは縮小され、セイヨウショウロ科に近縁な "Helvellaceae" として再編された。
Underwoodia属は、ノボリリュウ属の頭部が発達してその縁が下垂し、柄をほぼ完全に内部に包み込むように進化したものではないかと考えられている。しかし、分子系統解析は行われているものの、分子系統的な位置は明らかになっておらず、現時点では暫定的にノボリリュウ科の一員として扱われている。

## 形態
子実体は、典型的には円盤状またはそれが歪んで反り返った鞍状の頭部（子嚢盤）とよく発達した柄とで構成されている。頭部の上面に多数の子嚢を生じ、子嚢の内部に胞子を形成する。従って、通常のキノコのように、頭部の裏面にひだを形成することはない。頭部の裏面はほぼ平滑あるいは長短さまざまな毛を密生している。柄は円柱状で、滑らかな場合と縦長の深い畝を生じる場合とがあり、種類によっては、この畝の末端が頭部の裏面にまで走ることもある。
ごく一部に、子実体の柄がほぼ完全に退化するとともに、子嚢盤の縁が著しく屈曲して内屈し、子嚢群を内部に包み込むように変形したものがある（ツチクレタケ属（Barssia）およびBalsamia属）。

子嚢は円筒形・無色で一般に薄壁、先端には小さな開口部を備え、胞子が成熟するまでは薄い円盤状の蓋によって開口部が閉ざされている。胞子は比較的大きく、無色で楕円形～卵形をなし、しばしば大きな油滴を含んでおり、表面は平滑である。

## 生態
通常は地上に発生するが、まれに腐朽した木材の上に生じる種類もある。
一般的にはさまざまな樹木と共生する外生菌根菌であると考えられている
。

## 人間との関係
大きな子実体を形成する一部の種類は、食用として利用される。